# Symplecta (Psiloconopa) laevis
Symplecta (Psiloconopa) laevis is een tweevleugelige uit de familie steltmuggen (Limoniidae). De soort komt voor in het Nearctisch gebied.